# El Zapote, Chilcuautla
El Zapote är en ort i Mexiko.   Den ligger i kommunen Chilcuautla och delstaten Hidalgo, i den sydöstra delen av landet, 100 km norr om huvudstaden Mexico City. El Zapote ligger 1 900 meter över havet och antalet invånare är 289.
Terrängen runt El Zapote är kuperad åt nordväst, men åt sydost är den platt. Runt El Zapote är det tätbefolkat, med 308 invånare per kvadratkilometer. Närmaste större samhälle är Ixmiquilpan, 17,5 km norr om El Zapote. Trakten runt El Zapote består till största delen av jordbruksmark.